# Giovanni Weikhard di Auersperg
Giovanni Weikhard di Auersperg, I principe di Auersperg (Žužemberk, 11 marzo 1615 – Lubiana, 11 novembre 1677), fu principe di Auersperg dal 1653 fino alla sua morte.

## Biografia

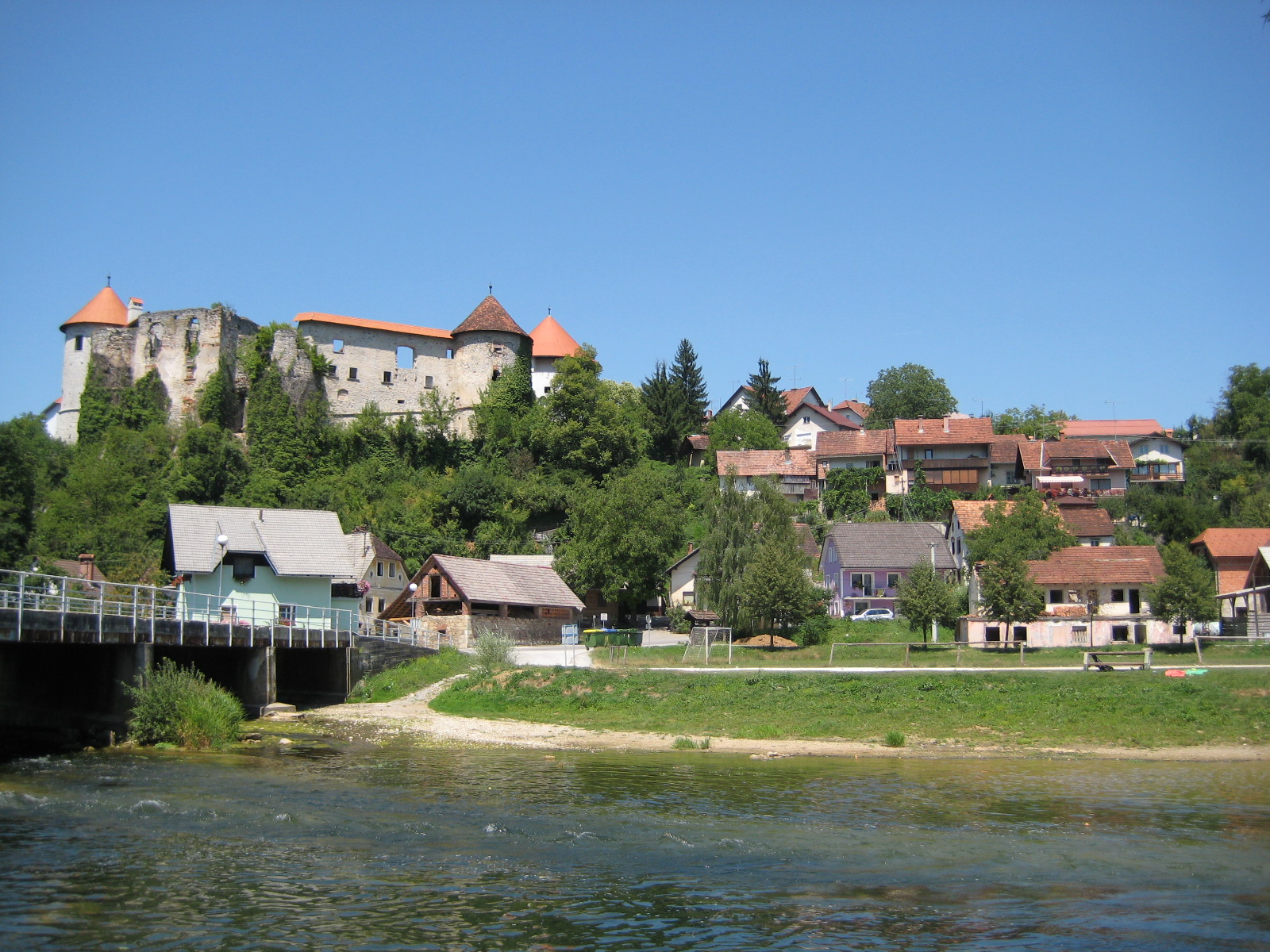
Il castello di Žužemberk dove nacque Giovanni Weikhard

Giovanni Weikhard era figlio del conte Dietrich II von Auersperg e di sua moglie, Sidonia Gall von Gallenstein.
La famiglia von Auersperg era originaria della Carniola, in Austria.
Giovanni Weikhard iniziò la propria carriera alla corte imperiale austriaca nel 1640, quando venne nominato Obersthofmeister e insegnante di Ferdinando IV, all'epoca ancora solo re dei Romani. Nel 1653 l'imperatore Ferdinando III decise di ricompensarlo per il proprio servizio promuovendolo al rango di principe del Sacro Romano Impero. L'anno successivo, lo stesso imperatore, grazie al suo ruolo di re di Boemia, lo infeudò del Ducato di Münsterberg e della città di Ząbkowice Śląskie.
Seppe mantenere una notevole influenza politica anche durante il primo decennio di governo dell'imperatore Leopoldo I. Come primo ministro imperiale, concluse il trattato segreto con la Francia il 19 gennaio 1668 per la tacita divisione della monarchia spagnola e collaborò coi cattolici per la costituzione della triplice alleanza tra Austria, Francia e Spagna. Fu, ad ogni modo, sospettato di aver intrattenuto dialoghi segreti con Luigi XIV che gli avrebbe proposto un posto come cardinale e per questo venne ritirato dai suoi incarichi e bandito da corte il 10 dicembre 1669. Condannato a morte per alto tradimento, la sentenza ad ogni modo non venne mai eseguita. Visse il resto della sua vita nella sua residenza in Carniola.
Nel 1673 ereditò le signorie di Kočevje e Žužemberk da suo fratello maggiore, Wolf Engelbrecht, conte di Auersperg.

## Matrimonio e figli
Giovanni Wekhard sposò il 31 gennaio 1654 la contessa Maria Katharine von Losenberg (1635–1691), figlia del conte Georg Achaz von Losenstein-Gschwendt e di sua moglie, la contessa Maria Anna Franziska von Mansfeld. La coppia ebbe insieme i seguenti figli:
- Giovanni Ferdinando (1655-1705), II principe di Auersperg, II duca di Slesia-Münsterberg, sposò la contessa Maria Anna von Herberstein (1660-1726)
- Francesco Carlo (1660-1713), III principe di Auersperg, III duca di Slesia-Münsterberg, sposò nel 1685 la contessa Maria Therese von Rappach (1660-1741)
- Leopoldo (1662-1705), sposò nel 1703 la contessa Susanne Borzita von Martinitz (1670-1717)
- Maria Francesca (1664-1739), sposò nel 1693 il conte Heinrich Franz I von Mansfeld, principe di Fondi (1640-1715)
- Maria Luisa, monaca (1668-1698)
- Teresa, monaca (1656-1729)
- Maria Anna (1666-1704)
- Maria Anna Maddalena (1658-1660)

## Albero genealogico
|                                                         |   |                                              | Genitori                    |  |  | Nonni |  |  | Bisnonni                                        |  |  | Trisnonni                                 |  |
|                                                         |   |                                              |                             |  |  |       |  |  | Herward VIII von Auersperg, barone di Auersperg |  |  | Trajan von Auersperg, barone di Auersperg |  |
|                                                         |   |                                              |                             |  |  |       |  |  | Herward VIII von Auersperg, barone di Auersperg |  |  | Trajan von Auersperg, barone di Auersperg |  |
|                                                         |   | Anna von Egkh                                |                             |  |  |       |  |  | Herward VIII von Auersperg, barone di Auersperg |  |  |                                           |  |
| Christoph II von Auersperg, barone di Auersperg         |   |                                              |                             |  |  |       |  |  | Herward VIII von Auersperg, barone di Auersperg |  |  |                                           |  |
|                                                         |   | Christiane Marie Regine von Spaur und Flavon | Ulrich von Spaur und Flavon |  |  |       |  |  |                                                 |  |  |                                           |  |
|                                                         |   | Christiane Marie Regine von Spaur und Flavon | Ulrich von Spaur und Flavon |  |  |       |  |  |                                                 |  |  |                                           |  |
|                                                         |   | Christiane Marie Regine von Spaur und Flavon | Caterina Madruzzo           |  |  |       |  |  |                                                 |  |  |                                           |  |
| Dietrich II von Auersperg, conte di Auersperg           |   | Christiane Marie Regine von Spaur und Flavon |                             |  |  |       |  |  |                                                 |  |  |                                           |  |
|                                                         |   | …                                            | …                           |  |  |       |  |  |                                                 |  |  |                                           |  |
|                                                         |   | …                                            | …                           |  |  |       |  |  |                                                 |  |  |                                           |  |
|                                                         |   | …                                            | …                           |  |  |       |  |  |                                                 |  |  |                                           |  |
| Anna von Maltzan                                        |   | …                                            |                             |  |  |       |  |  |                                                 |  |  |                                           |  |
|                                                         |   | …                                            | …                           |  |  |       |  |  |                                                 |  |  |                                           |  |
|                                                         |   | …                                            | …                           |  |  |       |  |  |                                                 |  |  |                                           |  |
|                                                         |   | …                                            | …                           |  |  |       |  |  |                                                 |  |  |                                           |  |
| Giovanni Weikhard di Auersperg, I principe di Auersperg |   | …                                            |                             |  |  |       |  |  |                                                 |  |  |                                           |  |
|                                                         | … | …                                            |                             |  |  |       |  |  |                                                 |  |  |                                           |  |
|                                                         | … | …                                            |                             |  |  |       |  |  |                                                 |  |  |                                           |  |
|                                                         | … | …                                            |                             |  |  |       |  |  |                                                 |  |  |                                           |  |
| Cosmos Gall von Gallenstein                             | … |                                              |                             |  |  |       |  |  |                                                 |  |  |                                           |  |
|                                                         |   | …                                            | …                           |  |  |       |  |  |                                                 |  |  |                                           |  |
|                                                         |   | …                                            | …                           |  |  |       |  |  |                                                 |  |  |                                           |  |
|                                                         |   | …                                            | …                           |  |  |       |  |  |                                                 |  |  |                                           |  |
| Sidonie Gall von Gallenstein                            |   | …                                            |                             |  |  |       |  |  |                                                 |  |  |                                           |  |
|                                                         |   | …                                            | …                           |  |  |       |  |  |                                                 |  |  |                                           |  |
|                                                         |   | …                                            | …                           |  |  |       |  |  |                                                 |  |  |                                           |  |
|                                                         |   | …                                            | …                           |  |  |       |  |  |                                                 |  |  |                                           |  |
| Felizitas Hofer von Tibein                              |   | …                                            |                             |  |  |       |  |  |                                                 |  |  |                                           |  |
|                                                         |   | …                                            | …                           |  |  |       |  |  |                                                 |  |  |                                           |  |
|                                                         |   | …                                            | …                           |  |  |       |  |  |                                                 |  |  |                                           |  |
|                                                         |   | …                                            | …                           |  |  |       |  |  |                                                 |  |  |                                           |  |
|                                                         |   | …                                            |                             |  |  |       |  |  |                                                 |  |  |                                           |  |